# Sillery
Sillery – miejscowość i gmina we Francji, w regionie Grand Est, w departamencie Marna.
Według danych na rok 1990 gminę zamieszkiwało 1520 osób, a gęstość zaludnienia wynosiła 165 osób/km².